# Tom Thomson Lake
Tom Thomson Lake är en sjö i Algonquins provinspark i Kanada. Den ligger i Nipissing District och provinsen Ontario, 240 km väster om huvudstaden Ottawa. Den hette tidigare Black Bear Lake och namngavs 1958 efter naturmålaren Tom Thomson. Sjön ligger 421 meter över havet. Arean är 1,5 kvadratkilometer. Den sträcker sig 2,4 kilometer i nord-sydlig riktning, och 1,6 kilometer i öst-västlig riktning. Sjöns såväl tillflöde som utflöde är Little Oxtongue River som vid Canoe Lake övergår till Oxtongue River.